# 团结乡 (甘洛县)
团结乡，是中华人民共和国四川省凉山彝族自治州甘洛县下辖的一个乡镇级行政单位。

## 行政区划
团结乡下辖以下地区：
团结村、玛麻村、瓦姑录村、双河村、上关村、蒋火山村、瓦牌村、中波罗村、磨推咀村、克加普村、瓦坪村和丛林村。